# Tjay De Barr
Andre Tjay De Barr (* 13. März 2000 in Gibraltar) ist ein gibraltarischer Fußballspieler.

## Verein

### Anfänge in Gibraltar
Tjay De Barr stammt aus der Jugend des gibraltarischen Rekordmeisters Lincoln Red Imps. Dort rückte er schon als Teenager in die erste Mannschaft auf und konnte erste Einsätze in der Gibraltar National League sammeln. Nach einer Leihe zu Europa Point FC wurde er 2018 vom gibraltarischen Erstligisten Europa FC verpflichtet. Die Saison 2018/19 lief für De Barr herausragend, er kam auf 14 Treffer in 25 Ligaspielen und weitere sieben Tore im Rock Cup.

### Wechsel nach Spanien und Rückkehr nach Gibraltar
Durch diese Leistungen wurde der spanischen Zweitligist Real Oviedo auf ihn aufmerksam, der ihn für sein B-Team verpflichtete. Nachdem er in Spanien jedoch nicht oft zum Einsatz kam und die Saison zusätzlich durch die Corona-Pandemie unterbrochen wurde, kehrte er 2020 zu seinem Heimatverein, den Lincoln Red Imps zurück.

### Wechsel nach England
2021 wechselte er schließlich in die EFL League One zu den Wycombe Wanderers. Bei seinem Debüt im Pokal erzielte er für sein Team, das zu diesem Zeitpunkt 1:2 gegen den FC Stevenage hinten lag, den 2:2 Ausgleich in der Nachspielzeit und brachte die Partie in die Verlängerung. Im darauffolgenden Elfmeterschießen übernahm der damals 21-Jährige Verantwortung und schoss seinen Verein mit dem entscheidenden Elfmeter in die nächste Pokalrunde. Im Februar 2022 wurde er für 30 Tage an den Fünftligisten Eastleigh FC ausgeliehen.

### Rückkehr in die Heimat
Am 24. Januar 2024 verkündete dann sein ehemaliger Verein Lincoln Red Imps erneut die Rückkehr des Mittelstürmers.

## Nationalmannschaft
Von der U-17 an durchlief De Barr alle Jugendauswahlen Gibraltars und ist seit 2018 auch für die A-Nationalmannschaft seines Landes aktiv. Sein Debüt feierte er am 25. März 2018 beim 1:0-Sieg im Freundschaftsspiel gegen Lettland, als er in der 85. Minute eingewechselt wurde. Sein erstes Tor erzielte er dann am 16. November 2018 bei der 2:6-Heimniederlage in der UEFA Nations League gegen Armenien.

## Erfolge
- Gibraltarischer Meister: 2018, 2021
- Gibraltarischer Pokalsieger: 2019, 2021
- Gibraltarischer Superpokalsieger: 2019

## Sonstiges
Sein Cousin Ethan Jolley (* 1997) ist ebenfalls Fußballspieler und steht aktuell beim gibraltarischen Erstligisten St Joseph’s FC unter Vertrag.